# Table des caractères Unicode/UE0100
Cette page contient des caractères spéciaux ou non latins. S’ils s’affichent mal (▯, ?, etc.), consultez la page d’aide Unicode.
Table des caractères Unicode U+E0100 à U+E01EF.

## Sélecteurs de variante – supplément(Unicode 4.0)
Les points de code U+E0100 à U+E01EF sont réservés par le standard Unicode et ne s’utilisent pas isoléments. Tout sélecteur de variante ne peut être utilisé dans un texte qu’après un autre caractère (non diacritique), dont il peut modifier la forme graphique pour correspondre aux usages demandés par certaines écritures (quand celles-ci ont été unifiées en représentant les différentes formes d’un même caractère abstrait de base sous un point de code unique).
Les sélecteurs de variantes ne peuvent pas être utilisés librement. Seules les paires (contenant chacune un caractère de base et un sélecteur de variante) listées dans les tables de données Unicode sont autorisées. La paire doit être traitée comme une entité unique. Si les variantes valides ainsi sélectionnées ne sont pas disponibles dans une police de caractère ou dans un traitement, la paire doit être traitée comme si le sélecteur de variante était absent (ce qui revient à ignorer le sélecteur de variante codé). Également, les sélecteur de variantes sont ignorables (par défaut) lors de l’ordonnancement (tri, ou classification des textes).

### Table des caractères
| en fr   | 0       | 1       | 2       | 3       | 4       | 5       | 6       | 7       | 8       | 9       | A       | B       | C       | D       | E       | F       |
| ------- | ------- | ------- | ------- | ------- | ------- | ------- | ------- | ------- | ------- | ------- | ------- | ------- | ------- | ------- | ------- | ------- |
| U+E0100 | S V 17  | S V 18  | S V 19  | S V 20  | S V 21  | S V 22  | S V 23  | S V 24  | S V 25  | S V 26  | S V 27  | S V 28  | S V 29  | S V 30  | S V 31  | S V 32  |
| U+E0110 | S V 33  | S V 34  | S V 35  | S V 36  | S V 37  | S V 38  | S V 39  | S V 40  | S V 41  | S V 42  | S V 43  | S V 44  | S V 45  | S V 46  | S V 47  | S V 48  |
| U+E0120 | S V 49  | S V 50  | S V 51  | S V 52  | S V 53  | S V 54  | S V 55  | S V 56  | S V 57  | S V 58  | S V 59  | S V 60  | S V 61  | S V 62  | S V 63  | S V 64  |
| U+E0130 | S V 65  | S V 66  | S V 67  | S V 68  | S V 69  | S V 70  | S V 71  | S V 72  | S V 73  | S V 74  | S V 75  | S V 76  | S V 77  | S V 78  | S V 79  | S V 80  |
| U+E0140 | S V 81  | S V 82  | S V 83  | S V 84  | S V 85  | S V 86  | S V 87  | S V 88  | S V 89  | S V 90  | S V 91  | S V 92  | S V 93  | S V 94  | S V 95  | S V 96  |
| U+E0150 | S V 97  | S V 98  | S V 99  | S V 100 | S V 101 | S V 102 | S V 103 | S V 104 | S V 105 | S V 106 | S V 107 | S V 108 | S V 109 | S V 110 | S V 111 | S V 112 |
| U+E0160 | S V 113 | S V 114 | S V 115 | S V 116 | S V 117 | S V 118 | S V 119 | S V 120 | S V 121 | S V 122 | S V 123 | S V 124 | S V 125 | S V 126 | S V 127 | S V 128 |
| U+E0170 | S V 129 | S V 130 | S V 131 | S V 132 | S V 133 | S V 134 | S V 135 | S V 136 | S V 137 | S V 138 | S V 139 | S V 140 | S V 141 | S V 142 | S V 143 | S V 144 |
| U+E0180 | S V 145 | S V 146 | S V 147 | S V 148 | S V 149 | S V 150 | S V 151 | S V 152 | S V 153 | S V 154 | S V 155 | S V 156 | S V 157 | S V 158 | S V 159 | S V 160 |
| U+E0190 | S V 161 | S V 162 | S V 163 | S V 164 | S V 165 | S V 166 | S V 167 | S V 168 | S V 169 | S V 170 | S V 171 | S V 172 | S V 173 | S V 174 | S V 175 | S V 176 |
| U+E01A0 | S V 177 | S V 178 | S V 179 | S V 180 | S V 181 | S V 182 | S V 183 | S V 184 | S V 185 | S V 186 | S V 187 | S V 188 | S V 189 | S V 190 | S V 191 | S V 192 |
| U+E01B0 | S V 193 | S V 194 | S V 195 | S V 196 | S V 197 | S V 198 | S V 199 | S V 200 | S V 201 | S V 202 | S V 203 | S V 204 | S V 205 | S V 206 | S V 207 | S V 208 |
| U+E01C0 | S V 209 | S V 210 | S V 211 | S V 212 | S V 213 | S V 214 | S V 215 | S V 216 | S V 217 | S V 218 | S V 219 | S V 220 | S V 221 | S V 222 | S V 223 | S V 224 |
| U+E01D0 | S V 225 | S V 226 | S V 227 | S V 228 | S V 229 | S V 230 | S V 231 | S V 232 | S V 233 | S V 234 | S V 235 | S V 236 | S V 237 | S V 238 | S V 239 | S V 240 |
| U+E01E0 | S V 241 | S V 242 | S V 243 | S V 244 | S V 245 | S V 246 | S V 247 | S V 248 | S V 249 | S V 250 | S V 251 | S V 252 | S V 253 | S V 254 | S V 255 | S V 256 |